# Хейнс-Джанкшен
Хейнс-Джанкшен — деревня в канадской территории Юкон, расположенная на месте соединения дороги между городом Хейнс, штат Аляска, США и аляскинской трассой. В деревне расположена администрация национального парка Клуэйн. Кроме того, деревня является центром индейской общины Шампейн и Айшихик.

## История
Деревня находится на территории индейцев южные тутчоне. Тысячи лет они занимались здесь сезонной охотой и рыболовством. Месторасположение лагеря, носящего название «даквакада», при этом менялось. Кроме того, по территории проходил торговый маршрут индейцев Чилкат-Пасс, один из трёх маршрутов проходящих от побережья вглубь материка.
Населённый пункт на месте деревни был основан в 1942. Являясь транспортным узлом, населённый пункт имел больше значение для сил американской армии. В одно время со строительством трассы была образована природоохранная зона Клуэйн, которая в 1972 году получила статус национальной парковой резервации. Администрация парка расположилась в Хейнс-Джанкшен, что сделало деревню ключевой точкой для желающих посетить парк.
Хейнс-Джанкшен получил статус муниципального образования в 1984 году. В деревне есть каток, три площадки для игры в кёрлинг, развлекательный центр, аэропорт. Кроме того, в деревне находится кампус Юконского колледжа.